# آرتور هادلتون
آرتور هادلتون (انگلیسی: Arthur Haddleton; ۶ آوریل ۱۹۱۰ – ۵ ژانویهٔ ۱۹۷۱) بازیکن فوتبال اهل بریتانیا بود.
از باشگاه‌هایی که در آن بازی کرده‌است می‌توان به باشگاه فوتبال ساوت‌همپتون، باشگاه فوتبال والسال، باشگاه فوتبال فولام، و باشگاه فوتبال سوئیندون تاون اشاره کرد.